# Lomatium observatorium
Lomatium observatorium ist eine Pflanzenart aus der Gattung Lomatium innerhalb der Familie der Doldenblütler (Apiaceae). Dieser Endemit kommt in Kalifornien nur in den Bergen der Countys Santa Clara (einschließlich des Mount Hamilton nahe dem Lick Observatory) und Stanislaus vor. Von der The Nature Conservancy = TNC wird Lomatium observatorium als vom „Aussterben bedroht“ („G1“) eingestuft. Englischsprachige Trivialnamen sind: Mt. Hamilton desertparsley, Mount Hamilton lomatium.

## Beschreibung

### Vegetative Merkmale
Lomatium observatorium ist eine ausdauernde krautige Pflanze und erreicht Wuchshöhen von 10 bis 30 Zentimetern. Sie bildet eine etwa 15 Zentimeter lange Pfahlwurzel. Ein Caudex oder ein Stängel sind nicht vorhanden. Die oberirdischen Pflanzenteile sind feinflaumig bis kurz behaart.
Die nahe dem Boden ausgebreiteten Laubblätter sind in Blattstiel und Blattspreite gegliedert. Der Blattstiel ist 3 bis 6 Zentimeter lang. Die grünlich-graue Blattspreite ist bei einer Länge von 4 bis 12 Zentimetern dreiteilig und zugespitzt. Die jeweils endständigen Blattsegmente sind bei einer Länge von 1 bis 8 Millimetern sowie einer Breite von etwa 1 Millimeter lanzettlich-linealisch.

### Generative Merkmale
Die Blütezeit dauert von März bis Mai. Der Blütenstandsschaft ist 0,8 bis 20, selten bis zu 30 Zentimeter lang. Der doppeldoldige Blütenstand enthält nur ein bis drei, selten bis sieben Strahlen, die 1 bis 8 Zentimeter lang sind. Die Blütenstiele sind 1 bis 5 mm. Die häutigen Hüllblättchen sind bei einer Länge von 5 bis 10 Millimetern sowie einer Breite 3 bis 4 Millimetern lanzettlich bis eiförmig mit bewimperten Rändern.
Die Kronblätter sind gelb.
Die Achänen sind bei einer Länge von 7 bis 10 Millimetern eiförmig. Sie besitzen etwa 0,6 mm breite Flügel.

## Vorkommen und Gefährdung
Im extrem kleinen Verbreitungsgebiet im nördlichen Kalifornien gedeiht Lomatium observatorium in Höhenlagen von (1219) 1280 bis 1330 Metern. Lomatium observatorium wächst auf vulkanischen Böden und teilweise metamorphen sedimentären Substraten auf felsigen Lichtungen in Kiefern-Eichen-Wäldern und im angrenzenden Chaparral.
Es sind nur vier Fundorte von Lomatium observatorium bekannt, die außerdem vor mehr als 20 Jahren festgestellt wurden. Eine Gefährdung besteht möglicherweise durch Brände und die Verdrängung durch invasive Pflanzenarten.

## Taxonomie
Die Erstbeschreibung von Lomatium observatorium erfolgte 1996 durch Lincoln Constance und Barbara Jean Ertter in Post-manual adjustments in Californian Lomatium (Apiaceae) In: Madroño, Volume 43, Issuze 4, Seiten 515–517, Figur 1.